# Sinobracon speciosus
Sinobracon speciosus är en stekelart som beskrevs av Hong 1974. Sinobracon speciosus ingår i släktet Sinobracon och familjen bracksteklar. Inga underarter finns listade i Catalogue of Life.